# Озеро Печали
О́зеро Печа́ли (лат. Lacus Doloris) — небольшое лунное море в центральной части видимого лунного диска, к юго-западу от Моря Ясности.
Селенографические координаты 16°48′ с. ш. 8°37′ в. д. / 16,8° с. ш. 8,61° в. д., диаметр около 103 км. К югу от Озера Печали располагается кратер Манилий, к востоку — Озеро Радости.